# Caroline Abadie

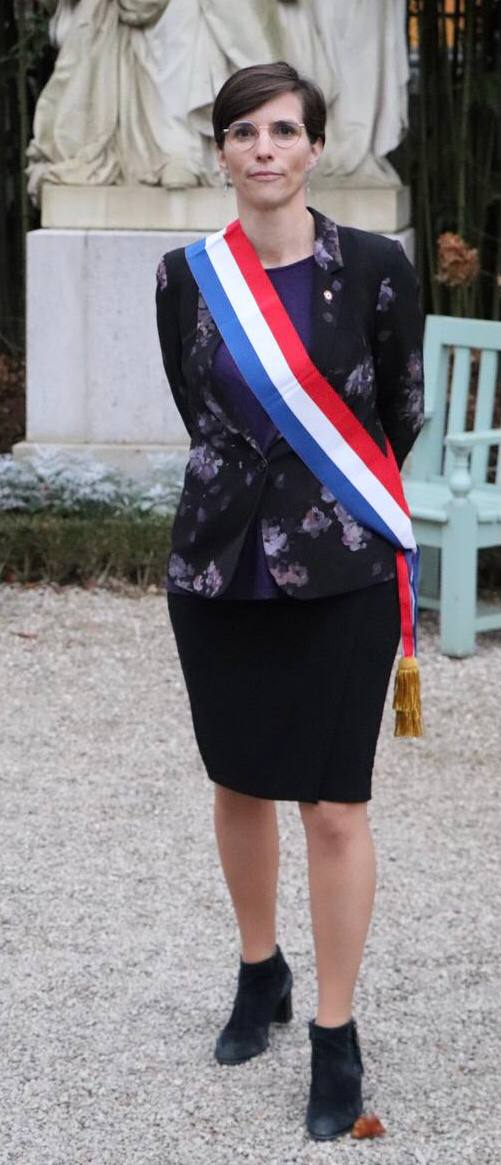
Caroline Abadie, 2021

Caroline Abadie (* 7. September 1976 in Saint-Martin-d’Hères, Département Isère) ist eine französische Politikerin der Partei Renaissance (bis 2022 La République en Marche). Sie war von 2017 bis 2024 Mitglied der französischen Nationalversammlung für den achten Wahlbezirk des Département Isère.
Nach dem Jura- und Betriebswirtschaftsstudium an der Universität Pierre Mendès-France Grenoble II arbeitete Abadie rund 15 Jahre im Personalwesen. Ab 2010 betrieb sie mit ihrem Ehemann eine Pension in ihrem Heimatdépartement Isère.
Bei der Parlamentswahl 2017 gewann Abadie mit 32,3 Prozent im ersten Wahlgang und 63,9 Prozent in der Stichwahl gegen den Kandidaten der rechtsextremen Front national das Mandat im 8. Wahlkreis des Département Isère. Seit 2017 ist Abadie Teil der Parteiführung von LREM. Im Parlament gehörte sie von 2017 bis 2024 dem Ausschuss für Verfassungsgesetze, Gesetzgebung und allgemeine Verwaltung der Republik an, von 2019 bis 2022 war sie dessen Sekretärin und anschließend bis 2024 stellvertretende Ausschussvorsitzende. Bei der Parlamentswahl 2022 wurde sie mit 23,2 Prozent im ersten und 53,6 Prozent im zweiten Wahlgang als Abgeordnete bestätigt.
Bei der vorgezogenen Parlamentswahl im Juni 2024 kam Abadie mit 20,5 Prozent im ersten Wahlgang nur noch auf den dritten Platz. Damit qualifizierte sie sich zwar für den zweiten Wahlgang, zog ihre Kandidatur aber entsprechend einer Absprache zwischen dem Macron-Bündnis Ensemble pour la République und der linken Nouveau Front populaire zurück, um einen Wahlsieg des rechtsradikalen Rassemblement national (RN) zu verhindern. Dennoch gewann die vom RN unterstützte Kandidatin Hanane Mansouri den Wahlkreis.